# Serie B 2018-2019 (calcio femminile)
L'edizione 2018-2019 è stata la quarantottesima edizione del campionato italiano di Serie B di calcio femminile. Il campionato è iniziato il 14 ottobre 2018 e si è concluso il 5 maggio 2019. Il torneo è stato vinto dall'Inter, che ha ottenuto la promozione in Serie A insieme all'Empoli.

## Stagione

### Novità
Dalla Serie B 2017-2018 ci sono state retrocessioni di massa in Serie C per effetto dell'entrata in vigore della riforma dei campionati. Dalla Serie A 2017-2018 sono state retrocesse l'Empoli e il San Zaccaria, quest'ultima sconfitta nello spareggio contro il Pink Sport Time. Dalla Serie B 2017-2018 sono state promosse in Serie A l'Orobica e la Florentia.
Dalla fusione tra l'A.S.D. Pro San Bonifacio e l'A.S.D. Femminile Bassano 2015 è nata l'A.S.D. Lady Granata Cittadella, che ha acquisito il diritto sportivo della Pro San Bonifacio a disputare il campionato di Serie B. Inoltre, la U.S.D. Giovanile Lavagnese ha cambiato denominazione in U.S.D. Genoa Women.
Il 23 ottobre 2018, a campionato già iniziato, l'A.S.D. Femminile Inter Milano ha ceduto il titolo sportivo alla F.C. Internazionale Milano.
Poco più di un mese dopo, il 27 novembre, il titolo dell'U.S.D. San Zaccaria è stato attribuito alla società Ravenna Women F.C. S.S.D., posseduta dal Ravenna Football Club 1913.

### Formato
Le 12 squadre partecipanti si affrontano in un girone all'italiana con partite di andata e ritorno per un totale di 22 giornate. Le prime due squadre classificate vengono promosse in Serie A. Retrocedono direttamente nel Campionato Interregionale le squadre classificate alle ultime due posizioni. Le squadre classificate al nono e decimo posto disputano un play-out, in campo neutro in gara unica, contro le due squadre del Campionato Interregionale perdenti gli spareggi promozione per ulteriori due posti in Serie B.

### Avvenimenti
Sul finire della stagione 2017-2018 la FIGC aveva annunciato che l'organizzazione dei campionati di Serie A e di Serie B femminili sarebbe passata dalla Lega Nazionale Dilettanti alla Divisione Calcio Femminile, direttamente gestita dalla FIGC. E all'avvio della stagione 2018-2019 la stessa FIGC aveva emanato le disposizioni disciplinanti le due competizioni organizzate dalla Divisione Calcio Femminile. Il 26 luglio 2018 la Corte Federale d'Appello della FIGC ha accolto il ricorso della LND avverso alla delibera FIGC, restituendo l'organizzazione di Serie A e Serie B alla stessa LND. Il 7 settembre 2018 il Collegio di Garanzia del CONI ha accolto il ricorso della FIGC, riassegnando l'organizzazione del campionato alla Divisione Calcio Femminile gestita direttamente dalla stessa FIGC.

## Squadre partecipanti
| Club                            | Stagione | Città                      | Stadio                                             | Stagione precedente   |
| ------------------------------- | -------- | -------------------------- | -------------------------------------------------- | --------------------- |
| A.C.F. Arezzo A.S.D.            | dettagli | Arezzo                     | Stadio Città di Arezzo                             | 2º posto in Serie B/A |
| Cesena F.C.                     | dettagli | Cesena                     | Impianto sportivo Martorano                        | 3º posto in Serie B/C |
| A.S.D. Lady Granata Cittadella  | -        | Cittadella (PD)            | Campo sportivo comunale (Loreggia)                 | -                     |
| S.S.D. Empoli Ladies FBC        | dettagli | Empoli (FI)                | Centro sportivo Monteboro                          | 12º posto in Serie A  |
| A.S.D. Fortitudo Mozzecane C.F. | dettagli | San Zeno di Mozzecane (VR) | Stadio comunale (Villafranca di Verona)            | 2º posto in Serie B/C |
| U.S.D. Genoa Women              | -        | Lavagna (GE)               | Stadio Eugenio Broccardi (Santa Margherita Ligure) | 3º posto in Serie B/A |
| F.C. Internazionale Milano      | dettagli | Milano                     | Centro sportivo comunale (Sedriano)                | -                     |
| S.S. Lazio Women 2015           | dettagli | Roma                       | Stadio Maurizio Melli                              | 2º posto in Serie B/D |
| S.S.D. Football Milan Ladies    | -        | Milano                     | Stadio Atletico Milano                             | 3º posto in Serie B/B |
| Ravenna Women F.C. S.S.D.       | dettagli | Ravenna                    | Centro sportivo Massimo Soprani                    | -                     |
| S.S.D. Roma C.F.                | dettagli | Roma                       | Centro sportivo Certosa                            | 1º posto in Serie B/D |
| A.S.D. Roma XIV Decimoquarto    | -        | Roma                       | Salaria Sport Village                              | 3º posto in Serie B/D |

## Allenatori e primatisti
| Squadra             | Allenatore                                             | Giocatrice più presente (tra parentesi il numero delle presenze)                                           | Capocannoniere (tra parentesi il numero dei gol segnati) |
| ------------------- | ------------------------------------------------------ | --- | -------------------------------------------------------- |
| Arezzo              | Max Lorenzini (1ª-6ª) Luca Bonci (7ª-22ª)              | Alice Antonelli, Maria Costanza Aterini, Lucrezia Di Fiore, Carlotta Moscia, Costanza Razzolini (22)       | Costanza Razzolini (7)                                   |
| Cesena              | Elvio Gozi (1ª-10ª) Roberto Rossi (11ª-22ª)            | Marika Beleffi, Martina Carlini, Eleonora Pacini (22)                                                      | Maddalena Porcarelli (11)                                |
| Cittadella          | Moreno Dalla Pozza                                     | Elisa Fasoli, Valentina Sossella, Ilaria Rigon, Ilaria Toniolo, Francisca Yeboaa (21)                      | Edona Kastrati (8)                                       |
| Empoli              | Alessandro Pistolesi                                   | Arianna Acuti, Costanza Esperti, Francesca Papaleo, Cecilia Prugna (22)                                    | Arianna Acuti (13)                                       |
| Fortitudo Mozzecane | Simone Bragantini                                      | Martina Gelmetti, Rachele Peretti, Romina Pinna (22)                                                       | Martina Gelmetti (13)                                    |
| Genoa Women         | Mara Morin (1ª-9ª) Stefano Piazzi (10ª-22ª e play-out) | Noelia De Luca (22)                                                                                        | Alice Cama (11)                                          |
| Inter               | Sebastiàn De La Fuente                                 | Regina Baresi, Roberta D'Adda, Angela Locatelli, Beatrice Merlo, Marta Pandini, Alessia Rognoni (22)       | Gloria Marinelli (26)                                    |
| Lazio               | Manuela Tesse                                          | Antonietta Castiello, Virginia Di Giammarino, Miriam Picchi (22)                                           | Cristina Coletta (10)                                    |
| Milan Ladies        | Mario Reggiani                                         | Andrea Rebecca Belloni, Greta Di Luzio, Lidia Gramolelli, Marta Longoni (22)                               | Lidia Gramolelli (6)                                     |
| Ravenna             | Roberto Piras                                          | Francesca Barbaresi, Giada Burbassi, Mariah Cameron, Simona Cimatti, Matilde Copetti, Giorgia Filippi (22) | Simona Cimatti (14)                                      |
| Roma CF             | Luigi Colantuoni                                       | Claudia Silvi (22)                                                                                         | Noemi Visentin (6)                                       |
| Roma XIV            | Alessandro Gagliardi                                   | Elena Carrarini (22)                                                                                       | Federica Bevilacqua (5)                                  |

## Classifica finale
Fonte: sito ufficiale FIGC.
|  | Pos. | Squadra             | Pt | G  | V  | N | P  | GF | GS | DR  |
|  | ---- | ------------------- | -- | -- | -- | - | -- | -- | -- | --- |
|  | 1.   | Inter               | 64 | 22 | 21 | 1 | 0  | 87 | 12 | +75 |
|  | 2.   | Empoli              | 50 | 22 | 16 | 2 | 4  | 55 | 23 | +32 |
|  | 3.   | Ravenna             | 44 | 22 | 13 | 5 | 4  | 52 | 25 | +27 |
|  | 4.   | Fortitudo Mozzecane | 38 | 22 | 11 | 5 | 6  | 48 | 34 | +14 |
|  | 5.   | Roma CF             | 36 | 22 | 11 | 3 | 8  | 33 | 30 | +3  |
|  | 6.   | Cittadella          | 31 | 22 | 8  | 7 | 7  | 26 | 24 | +2  |
|  | 7.   | Cesena              | 29 | 22 | 9  | 2 | 11 | 38 | 40 | -2  |
|  | 8.   | Lazio               | 27 | 22 | 7  | 6 | 9  | 30 | 35 | -5  |
|  | 9.   | Milan Ladies        | 21 | 22 | 6  | 3 | 13 | 24 | 36 | -12 |
|  | 10.  | Genoa Women         | 18 | 22 | 4  | 6 | 12 | 24 | 52 | -28 |
|  | 11.  | Arezzo              | 17 | 22 | 5  | 2 | 15 | 26 | 46 | -20 |
|  | 12.  | Roma XIV            | 0  | 22 | 0  | 0 | 22 | 9  | 95 | -86 |

Legenda:
      Promossa in Serie A 2019-2020.
 Ammessa ai play-out
      Retrocesse in Serie C 2019-2020.
Note:
Tre punti a vittoria, uno a pareggio, zero a sconfitta.
In caso di arrivo di due o più squadre a pari punti, la graduatoria verrà stilata secondo la classifica avulsa tra le squadre interessate che prevede, in ordine, i seguenti criteri:
- Punti negli scontri diretti
- Differenza reti negli scontri diretti
- Differenza reti generale
- Reti realizzate in generale
- Sorteggio

## Risultati

### Tabellone
|                     | Are  | Cas  | Cit  | Emp  | FMo  | Gen  | Int  | Laz  | Mil  | Rav  | Rom  | RDe  |
| ------------------- | ---- | ---- | ---- | ---- | ---- | ---- | ---- | ---- | ---- | ---- | ---- | ---- |
| Arezzo              | –––– | 6-1  | 1-2  | 0-3  | 0-4  | 3-0  | 0-3  | 1-1  | 0-1  | 0-2  | 0-2  | 5-0  |
| Castelvecchio       | 2-1  | –––– | 1-0  | 1-2  | 3-4  | 1-1  | 1-2  | 2-0  | 3-1  | 1-2  | 3-1  | 7-0  |
| Cittadella          | 3-1  | 1-1  | –––– | 2-1  | 1-1  | 4-0  | 0-1  | 1-1  | 0-0  | 1-2  | 2-2  | 2-0  |
| Empoli Ladies       | 2-2  | 5-1  | 3-0  | –––– | 1-3  | 3-2  | 0-2  | 2-1  | 4-0  | 2-1  | 4-1  | 3-0  |
| Fortitudo Mozzecane | 3-1  | 3-1  | 2-0  | 1-2  | –––– | 2-2  | 2-6  | 0-0  | 2-3  | 1-1  | 2-1  | 2-0  |
| Genoa Women         | 1-2  | 0-3  | 1-2  | 0-3  | 0-0  | –––– | 0-6  | 2-5  | 1-0  | 1-1  | 1-2  | 4-2  |
| Inter               | 6-0  | 3-0  | 2-0  | 2-1  | 6-0  | 7-0  | –––– | 3-0  | 2-0  | 7-0  | 5-2  | 6-0  |
| Lazio               | 2-0  | 2-1  | 2-1  | 0-1  | 0-2  | 3-3  | 2-2  | –––– | 2-1  | 1-3  | 0-1  | 3-0  |
| Milan Ladies        | 3-1  | 0-1  | 0-1  | 2-4  | 1-2  | 2-0  | 0-4  | 2-2  | –––– | 1-1  | 0-1  | 1-0  |
| Ravenna             | 2-0  | 3-1  | 1-1  | 2-2  | 3-0  | 0-1  | 2-3  | 4-0  | 3-2  | –––– | 2-0  | 7-0  |
| Roma CF             | 3-0  | 2-1  | 0-0  | 0-2  | 1-0  | 1-1  | 1-3  | 2-0  | 1-0  | 0-3  | –––– | 2-1  |
| Roma XIV            | 0-2  | 1-2  | 1-2  | 0-5  | 1-12 | 0-3  | 1-6  | 1-3  | 1-4  | 0-7  | 0-7  | –––– |

### Calendario
| andata (1ª) | andata (1ª) | 1ª giornata                | ritorno (12ª) | ritorno (12ª) |
|             |             |                            |               |               |
| 14 ott.     | 1-2         | Fortitudo Mozzecane-Empoli | 3-1           | 27 gen.       |
| 14 ott.     | 6-0         | Inter-Roma XIV             | 6-1           | 27 gen.       |
| 14 ott.     | 3-3         | Lazio-Genoa Women          | 5-2           | 26 gen.       |
| 14 ott.     | 3-1         | Milan Ladies-Arezzo        | 1-0           | 3 mar.        |
| 14 ott.     | 1-1         | Ravenna-Cittadella         | 2-1           | 27 gen.       |
| 14 ott.     | 2-1         | Roma CF-Castelvecchio      | 1-3           | 27 gen.       |

| andata (2ª) | andata (2ª) | 2ª giornata                    | ritorno (13ª) | ritorno (13ª) |
|             |             |                                |               |               |
| 21 ott.     | 0-2         | Arezzo-Roma CF                 | 0-3           | 3 feb.        |
| 21 ott.     | 2-0         | Castelvecchio-Lazio            | 1-2           | 3 feb.        |
| 21 ott.     | 1-1         | Cittadella-Fortitudo Mozzecane | 0-2           | 3 mar.        |
| 21 ott.     | 0-2         | Empoli-Inter                   | 1-2           | 3 feb.        |
| 21 ott.     | 1-1         | Genoa Women-Ravenna            | 1-0           | 3 feb.        |
| 21 ott.     | 1-4         | Roma XIV-Milan Ladies          | 0-1           | 3 feb.        |

| andata (1ª) | andata (1ª) | 1ª giornata                | ritorno (12ª) | ritorno (12ª) |
|             |             |                            |               |               |
| 14 ott.     | 1-2         | Fortitudo Mozzecane-Empoli | 3-1           | 27 gen.       |
| 14 ott.     | 6-0         | Inter-Roma XIV             | 6-1           | 27 gen.       |
| 14 ott.     | 3-3         | Lazio-Genoa Women          | 5-2           | 26 gen.       |
| 14 ott.     | 3-1         | Milan Ladies-Arezzo        | 1-0           | 3 mar.        |
| 14 ott.     | 1-1         | Ravenna-Cittadella         | 2-1           | 27 gen.       |
| 14 ott.     | 2-1         | Roma CF-Castelvecchio      | 1-3           | 27 gen.       |

| andata (2ª) | andata (2ª) | 2ª giornata                    | ritorno (13ª) | ritorno (13ª) |
|             |             |                                |               |               |
| 21 ott.     | 0-2         | Arezzo-Roma CF                 | 0-3           | 3 feb.        |
| 21 ott.     | 2-0         | Castelvecchio-Lazio            | 1-2           | 3 feb.        |
| 21 ott.     | 1-1         | Cittadella-Fortitudo Mozzecane | 0-2           | 3 mar.        |
| 21 ott.     | 0-2         | Empoli-Inter                   | 1-2           | 3 feb.        |
| 21 ott.     | 1-1         | Genoa Women-Ravenna            | 1-0           | 3 feb.        |
| 21 ott.     | 1-4         | Roma XIV-Milan Ladies          | 0-1           | 3 feb.        |

| andata (3ª) | andata (3ª) | 3ª giornata                     | ritorno (14ª) | ritorno (14ª) |
|             |             |                                 |               |               |
| 28 ott.     | 2-2         | Fortitudo Mozzecane-Genoa Women | 0-0           | 10 feb.       |
| 28 ott.     | 2-0         | Inter-Cittadella                | 1-0           | 10 feb.       |
| 28 ott.     | 2-0         | Lazio-Arezzo                    | 1-1           | 10 feb.       |
| 28 ott.     | 3-1         | Ravenna-Castelvecchio           | 2-1           | 10 feb.       |
| 28 ott.     | 1-0         | Roma CF-Milan Ladies            | 1-0           | 10 feb.       |
| 28 ott.     | 0-5         | Roma XIV-Empoli                 | 0-3           | 10 feb.       |

| andata (4ª) | andata (4ª) | 4ª giornata                       | ritorno (15ª) | ritorno (15ª) |
|             |             |                                   |               |               |
| 4 nov.      | 0-2         | Arezzo-Ravenna                    | 0-2           | 17 feb.       |
| 4 nov.      | 3-4         | Castelvecchio-Fortitudo Mozzecane | 1-3           | 17 feb.       |
| 4 nov.      | 2-1         | Cittadella-Empoli                 | 0-3           | 17 feb.       |
| 4 nov.      | 0-6         | Genoa Women-Inter                 | 0-7           | 16 feb.       |
| 4 nov.      | 2-2         | Milan Ladies-Lazio                | 1-2           | 17 feb.       |
| 4 nov.      | 2-1         | Roma CF-Roma XIV                  | 7-0           | 17 feb.       |

| andata (3ª) | andata (3ª) | 3ª giornata                     | ritorno (14ª) | ritorno (14ª) |
|             |             |                                 |               |               |
| 28 ott.     | 2-2         | Fortitudo Mozzecane-Genoa Women | 0-0           | 10 feb.       |
| 28 ott.     | 2-0         | Inter-Cittadella                | 1-0           | 10 feb.       |
| 28 ott.     | 2-0         | Lazio-Arezzo                    | 1-1           | 10 feb.       |
| 28 ott.     | 3-1         | Ravenna-Castelvecchio           | 2-1           | 10 feb.       |
| 28 ott.     | 1-0         | Roma CF-Milan Ladies            | 1-0           | 10 feb.       |
| 28 ott.     | 0-5         | Roma XIV-Empoli                 | 0-3           | 10 feb.       |

| andata (4ª) | andata (4ª) | 4ª giornata                       | ritorno (15ª) | ritorno (15ª) |
|             |             |                                   |               |               |
| 4 nov.      | 0-2         | Arezzo-Ravenna                    | 0-2           | 17 feb.       |
| 4 nov.      | 3-4         | Castelvecchio-Fortitudo Mozzecane | 1-3           | 17 feb.       |
| 4 nov.      | 2-1         | Cittadella-Empoli                 | 0-3           | 17 feb.       |
| 4 nov.      | 0-6         | Genoa Women-Inter                 | 0-7           | 16 feb.       |
| 4 nov.      | 2-2         | Milan Ladies-Lazio                | 1-2           | 17 feb.       |
| 4 nov.      | 2-1         | Roma CF-Roma XIV                  | 7-0           | 17 feb.       |

| andata (5ª) | andata (5ª) | 5ª giornata                | ritorno (16ª) | ritorno (16ª) |
|             |             |                            |               |               |
| 18 nov.     | 3-2         | Empoli-Genoa Women         | 3-0           | 17 mar.       |
| 18 nov.     | 3-1         | Fortitudo Mozzecane-Arezzo | 4-0           | 17 mar.       |
| 18 nov.     | 3-0         | Inter-Castelvecchio        | 2-1           | 17 mar.       |
| 18 nov.     | 0-1         | Lazio-Roma CF              | 0-2           | 17 mar.       |
| 18 nov.     | 3-2         | Ravenna-Milan Ladies       | 1-1           | 17 mar.       |
| 18 nov.     | 1-2         | Roma XIV-Cittadella        | 0-2           | 17 mar.       |

| andata (6ª) | andata (6ª) | 6ª giornata                      | ritorno (17ª) | ritorno (17ª) |
|             |             |                                  |               |               |
| 25 nov.     | 0-3         | Arezzo-Inter                     | 0-6           | 24 mar.       |
| 25 nov.     | 1-2         | Castelvecchio-Empoli             | 1-5           | 24 mar.       |
| 25 nov.     | 1-2         | Genoa Women-Cittadella           | 0-4           | 24 mar.       |
| 25 nov.     | 3-0         | Lazio-Roma XIV                   | 3-1           | 24 mar.       |
| 25 nov.     | 1-2         | Milan Ladies-Fortitudo Mozzecane | 3-2           | 10 mar.       |
| 25 nov.     | 0-3         | Roma CF-Ravenna                  | 0-2           | 24 mar.       |

| andata (5ª) | andata (5ª) | 5ª giornata                | ritorno (16ª) | ritorno (16ª) |
|             |             |                            |               |               |
| 18 nov.     | 3-2         | Empoli-Genoa Women         | 3-0           | 17 mar.       |
| 18 nov.     | 3-1         | Fortitudo Mozzecane-Arezzo | 4-0           | 17 mar.       |
| 18 nov.     | 3-0         | Inter-Castelvecchio        | 2-1           | 17 mar.       |
| 18 nov.     | 0-1         | Lazio-Roma CF              | 0-2           | 17 mar.       |
| 18 nov.     | 3-2         | Ravenna-Milan Ladies       | 1-1           | 17 mar.       |
| 18 nov.     | 1-2         | Roma XIV-Cittadella        | 0-2           | 17 mar.       |

| andata (6ª) | andata (6ª) | 6ª giornata                      | ritorno (17ª) | ritorno (17ª) |
|             |             |                                  |               |               |
| 25 nov.     | 0-3         | Arezzo-Inter                     | 0-6           | 24 mar.       |
| 25 nov.     | 1-2         | Castelvecchio-Empoli             | 1-5           | 24 mar.       |
| 25 nov.     | 1-2         | Genoa Women-Cittadella           | 0-4           | 24 mar.       |
| 25 nov.     | 3-0         | Lazio-Roma XIV                   | 3-1           | 24 mar.       |
| 25 nov.     | 1-2         | Milan Ladies-Fortitudo Mozzecane | 3-2           | 10 mar.       |
| 25 nov.     | 0-3         | Roma CF-Ravenna                  | 0-2           | 24 mar.       |

| andata (7ª) | andata (7ª) | 7ª giornata                 | ritorno (18ª) | ritorno (18ª) |
|             |             |                             |               |               |
| 2 dic.      | 1-1         | Cittadella-Castelvecchio    | 0-1           | 31 mar.       |
| 2 dic.      | 2-2         | Empoli-Arezzo               | 3-0           | 31 mar.       |
| 2 dic.      | 2-1         | Fortitudo Mozzecane-Roma CF | 0-1           | 31 mar.       |
| 2 dic.      | 2-0         | Inter-Milan Ladies          | 4-0           | 31 mar.       |
| 2 dic.      | 4-0         | Ravenna-Lazio               | 3-1           | 31 mar.       |
| 2 dic.      | 0-3         | Roma XIV-Genoa Women        | 2-4           | 31 mar.       |

| andata (8ª) | andata (8ª) | 8ª giornata               | ritorno (19ª) | ritorno (19ª) |
|             |             |                           |               |               |
| 16 dic.     | 1-2         | Arezzo-Cittadella         | 1-3           | 14 apr.       |
| 16 dic.     | 1-1         | Castelvecchio-Genoa Women | 3-0           | 14 apr.       |
| 16 dic.     | 0-2         | Lazio-Fortitudo Mozzecane | 0-0           | 14 apr.       |
| 16 dic.     | 2-4         | Milan Ladies-Empoli       | 0-4           | 14 apr.       |
| 16 dic.     | 7-0         | Ravenna-Roma XIV          | 7-0           | 14 apr.       |
| 16 dic.     | 1-3         | Roma CF-Inter             | 2-5           | 14 apr.       |

| andata (7ª) | andata (7ª) | 7ª giornata                 | ritorno (18ª) | ritorno (18ª) |
|             |             |                             |               |               |
| 2 dic.      | 1-1         | Cittadella-Castelvecchio    | 0-1           | 31 mar.       |
| 2 dic.      | 2-2         | Empoli-Arezzo               | 3-0           | 31 mar.       |
| 2 dic.      | 2-1         | Fortitudo Mozzecane-Roma CF | 0-1           | 31 mar.       |
| 2 dic.      | 2-0         | Inter-Milan Ladies          | 4-0           | 31 mar.       |
| 2 dic.      | 4-0         | Ravenna-Lazio               | 3-1           | 31 mar.       |
| 2 dic.      | 0-3         | Roma XIV-Genoa Women        | 2-4           | 31 mar.       |

| andata (8ª) | andata (8ª) | 8ª giornata               | ritorno (19ª) | ritorno (19ª) |
|             |             |                           |               |               |
| 16 dic.     | 1-2         | Arezzo-Cittadella         | 1-3           | 14 apr.       |
| 16 dic.     | 1-1         | Castelvecchio-Genoa Women | 3-0           | 14 apr.       |
| 16 dic.     | 0-2         | Lazio-Fortitudo Mozzecane | 0-0           | 14 apr.       |
| 16 dic.     | 2-4         | Milan Ladies-Empoli       | 0-4           | 14 apr.       |
| 16 dic.     | 7-0         | Ravenna-Roma XIV          | 7-0           | 14 apr.       |
| 16 dic.     | 1-3         | Roma CF-Inter             | 2-5           | 14 apr.       |

| andata (9ª) | andata (9ª) | 9ª giornata                 | ritorno (20ª) | ritorno (20ª) |
|             |             |                             |               |               |
| 23 dic.     | 0-0         | Cittadella-Milan Ladies     | 1-0           | 7 apr.        |
| 23 dic.     | 4-1         | Empoli-Roma CF              | 2-0           | 20 apr.       |
| 23 dic.     | 1-1         | Fortitudo Mozzecane-Ravenna | 0-3           | 20 apr.       |
| 22 dic.     | 1-2         | Genoa Women-Arezzo          | 0-3           | 20 apr.       |
| 23 dic.     | 3-0         | Inter-Lazio                 | 2-2           | 20 apr.       |
| 23 dic.     | 1-2         | Roma XIV-Castelvecchio      | 0-7           | 20 apr.       |

| andata (10ª) | andata (10ª) | 10ª giornata                 | ritorno (21ª) | ritorno (21ª) |
|              |              |                              |               |               |
| 6 gen.       | 6-1          | Arezzo-Castelvecchio         | 1-2           | 27 apr.       |
| 20 gen.      | 2-0          | Fortitudo Mozzecane-Roma XIV | 12-1          | 27 apr.       |
| 6 gen.       | 0-1          | Lazio-Empoli                 | 1-2           | 27 apr.       |
| 6 gen.       | 2-0          | Milan Ladies-Genoa Women     | 0-1           | 27 apr.       |
| 6 gen.       | 2-3          | Ravenna-Inter                | 0-7           | 27 apr.       |
| 6 gen.       | 0-0          | Roma CF-Cittadella           | 2-2           | 27 apr.       |

| andata (9ª) | andata (9ª) | 9ª giornata                 | ritorno (20ª) | ritorno (20ª) |
|             |             |                             |               |               |
| 23 dic.     | 0-0         | Cittadella-Milan Ladies     | 1-0           | 7 apr.        |
| 23 dic.     | 4-1         | Empoli-Roma CF              | 2-0           | 20 apr.       |
| 23 dic.     | 1-1         | Fortitudo Mozzecane-Ravenna | 0-3           | 20 apr.       |
| 22 dic.     | 1-2         | Genoa Women-Arezzo          | 0-3           | 20 apr.       |
| 23 dic.     | 3-0         | Inter-Lazio                 | 2-2           | 20 apr.       |
| 23 dic.     | 1-2         | Roma XIV-Castelvecchio      | 0-7           | 20 apr.       |

| andata (10ª) | andata (10ª) | 10ª giornata                 | ritorno (21ª) | ritorno (21ª) |
|              |              |                              |               |               |
| 6 gen.       | 6-1          | Arezzo-Castelvecchio         | 1-2           | 27 apr.       |
| 20 gen.      | 2-0          | Fortitudo Mozzecane-Roma XIV | 12-1          | 27 apr.       |
| 6 gen.       | 0-1          | Lazio-Empoli                 | 1-2           | 27 apr.       |
| 6 gen.       | 2-0          | Milan Ladies-Genoa Women     | 0-1           | 27 apr.       |
| 6 gen.       | 2-3          | Ravenna-Inter                | 0-7           | 27 apr.       |
| 6 gen.       | 0-0          | Roma CF-Cittadella           | 2-2           | 27 apr.       |

| \| andata (11ª) \| andata (11ª) \| 11ª giornata \| ritorno (22ª) \| ritorno (22ª) \| \| \| \| \| \| \| \| 13 gen. \| 3-1 \| Castelvecchio-Milan Ladies \| 1-0 \| 5 mag. \| \| 13 gen. \| 1-1 \| Cittadella-Lazio \| 1-2 \| 5 mag. \| \| 13 gen. \| 2-1 \| Empoli-Ravenna \| 2-2 \| 5 mag. \| \| 13 gen. \| 1-2 \| Genoa Women-Roma CF \| 1-1 \| 5 mag. \| \| 13 gen. \| 6-0 \| Inter-Fortitudo Mozzecane \| 6-2 \| 5 mag. \| \| 13 gen. \| 0-2 \| Roma XIV-Arezzo \| 0-5 \| 5 mag. \| |              |                            |               |               |
| andata (11ª) | andata (11ª) | 11ª giornata               | ritorno (22ª) | ritorno (22ª) |
| |              |                            |               |               |
| 13 gen. | 3-1          | Castelvecchio-Milan Ladies | 1-0           | 5 mag.        |
| 13 gen. | 1-1          | Cittadella-Lazio           | 1-2           | 5 mag.        |
| 13 gen. | 2-1          | Empoli-Ravenna             | 2-2           | 5 mag.        |
| 13 gen. | 1-2          | Genoa Women-Roma CF        | 1-1           | 5 mag.        |
| 13 gen. | 6-0          | Inter-Fortitudo Mozzecane  | 6-2           | 5 mag.        |
| 13 gen. | 0-2          | Roma XIV-Arezzo            | 0-5           | 5 mag.        |

| andata (11ª) | andata (11ª) | 11ª giornata               | ritorno (22ª) | ritorno (22ª) |
|              |              |                            |               |               |
| 13 gen.      | 3-1          | Castelvecchio-Milan Ladies | 1-0           | 5 mag.        |
| 13 gen.      | 1-1          | Cittadella-Lazio           | 1-2           | 5 mag.        |
| 13 gen.      | 2-1          | Empoli-Ravenna             | 2-2           | 5 mag.        |
| 13 gen.      | 1-2          | Genoa Women-Roma CF        | 1-1           | 5 mag.        |
| 13 gen.      | 6-0          | Inter-Fortitudo Mozzecane  | 6-2           | 5 mag.        |
| 13 gen.      | 0-2          | Roma XIV-Arezzo            | 0-5           | 5 mag.        |

## Play-out
Agli spareggi promozione/retrocessione accedono la nona e la decima classificata in Serie B e le due squadre di Serie C perdenti gli spareggi promozione. Gli spareggi si disputano in campo neutro e gara secca e le vincitrici sono ammesse in Serie B.
|              | Risultati           |             | Luogo e data                   |
| ------------ | ------------------- | ----------- | ------------------------------ |
| Milan Ladies | 0-0 (dts) (4-3 dtr) | Riozzese    | Villa d'Almè, 18 maggio 2019   |
| Novese       | 1-0                 | Genoa Women | Sestri Levante, 18 maggio 2019 |
|              |                     |             |                                |

## Statistiche

### Squadre

#### Capoliste solitarie
|    | —— | —— | —— | —— | ——    | —— | —— | —— | ——  | ——  | ——  | ——  | ——  | ——  | ——  | ——  | ——  | ——  | ——  | ——  | ——  | —— |  |
|    |    |    |    |    | Inter |    |    |    |     |     |     |     |     |     |     |     |     |     |     |     |     |    |  |
|    |    |    |    |    |       |    |    |    |     |     |     |     |     |     |     |     |     |     |     |     |     |    |  |
|    |    |    |    |    |       |    |    |    |     |     |     |     |     |     |     |     |     |     |     |     |     |    |  |
| 1ª | 2ª | 3ª | 4ª | 5ª | 6ª    | 7ª | 8ª | 9ª | 10ª | 11ª | 12ª | 13ª | 14ª | 15ª | 16ª | 17ª | 18ª | 19ª | 20ª | 21ª | 22ª |    |  |

#### Classifica in divenire
|                     | 1ª | 2ª | 3ª | 4ª | 5ª | 6ª | 7ª | 8ª | 9ª | 10ª | 11ª | 12ª | 13ª | 14ª | 15ª | 16ª | 17ª | 18ª | 19ª | 20ª | 21ª | 22ª |
|                     |    |    |    |    |    |    |    |    |    |     |     |     |     |     |     |     |     |     |     |     |     |     |
| ------------------- | -- | -- | -- | -- | -- | -- | -- | -- | -- | --- | --- | --- | --- | --- | --- | --- | --- | --- | --- | --- | --- | --- |
| Arezzo              | 0  | 0  | 0  | 0  | 0  | 0  | 1  | 1  | 4  | 7   | 10  | 10* | 10  | 11  | 11  | 11  | 11  | 11  | 11  | 14  | 14  | 17  |
| Castelvecchio       | 0  | 3  | 3  | 3  | 3  | 3  | 4  | 5  | 8  | 8   | 11  | 14  | 14  | 14  | 14  | 14  | 14  | 17  | 20  | 23  | 26  | 29  |
| Cittadella          | 1  | 2  | 2  | 5  | 8  | 11 | 12 | 15 | 16 | 17  | 18  | 18  | 18  | 18  | 18  | 21  | 24  | 24  | 30* | 30* | 31  | 31  |
| Empoli              | 3  | 3  | 6  | 6  | 9  | 12 | 13 | 16 | 19 | 22  | 25  | 25  | 25  | 28  | 31  | 34  | 37  | 40  | 43  | 46  | 49  | 50  |
| Fortitudo Mozzecane | 0  | 1  | 2  | 5  | 8  | 11 | 14 | 17 | 18 | 18* | 18  | 24* | 24* | 25  | 28  | 34* | 34  | 34  | 35  | 35  | 38  | 38  |
| Genoa Women         | 1  | 2  | 3  | 3  | 3  | 3  | 6  | 7  | 7  | 7   | 7   | 7   | 10  | 11  | 11  | 11  | 11  | 14  | 14  | 14  | 17  | 18  |
| Inter               | 3  | 6  | 9  | 12 | 15 | 18 | 21 | 24 | 27 | 30  | 33  | 36  | 39  | 42  | 45  | 48  | 51  | 54  | 57  | 58  | 61  | 64  |
| Lazio               | 1  | 1  | 4  | 5  | 5  | 8  | 8  | 8  | 8  | 8   | 9   | 12  | 15  | 16  | 19  | 19  | 22  | 22  | 23  | 24  | 24  | 27  |
| Milan Ladies        | 3  | 6  | 6  | 7  | 7  | 7  | 7  | 7  | 8  | 11  | 11  | 11* | 14  | 14  | 14  | 21* | 21  | 21  | 21  | 21  | 21  | 21  |
| Ravenna             | 1  | 2  | 5  | 8  | 11 | 14 | 17 | 20 | 21 | 21  | 21  | 24  | 24  | 27  | 30  | 31  | 34  | 37  | 40  | 43  | 43  | 44  |
| Roma CF             | 3  | 6  | 9  | 12 | 15 | 15 | 15 | 15 | 15 | 16  | 19  | 19  | 22  | 25  | 28  | 31  | 31  | 34  | 34  | 34  | 35  | 36  |
| Roma XIV            | 0  | 0  | 0  | 0  | 0  | 0  | 0  | 0  | 0  | 0   | 0   | 0   | 0   | 0   | 0   | 0   | 0   | 0   | 0   | 0   | 0   | 0   |

### Individuali

#### Classifica marcatrici
| Gol | Rigori |  | Giocatore            | Squadra             |
| --- | ------ |  | -------------------- | ------------------- |
| 26  |        |  | Gloria Marinelli     | Inter               |
| 14  | 3      |  | Simona Cimatti       | Ravenna             |
| 13  |        |  | Arianna Acuti        | Empoli              |
| 13  |        |  | Martina Gelmetti     | Fortitudo Mozzecane |
| 13  | 1      |  | Giorgia Filippi      | Ravenna             |
| 13  | 1      |  | Francesca Papaleo    | Empoli              |
| 12  |        |  | Fabiana Costi        | Inter               |
| 12  |        |  | Romina Pinna         | Fortitudo Mozzecane |
| 11  |        |  | Alice Regazzoli      | Inter               |
| 11  | 1      |  | Maddalena Porcarelli | Castelvecchio       |
| 11  | 2      |  | Alice Cama           | Genoa Women         |
| 10  |        |  | Marta Pandini        | Inter               |
| 10  | 1      |  | Arianna Montecucco   | Ravenna             |
| 10  | 2      |  | Cristina Coletta     | Lazio               |
| 8   |        |  | Edona Kastrati       | Cittadella          |
| 8   | 2      |  | Regina Baresi        | Inter               |
| 8   | 2      |  | Eleonora Petralia    | Castelvecchio       |